# Meliscaeva cinctella
Meliscaeva cinctella là một loài ruồi trong họ Ruồi giả ong (Syrphidae). Loài này được Zetterstedt mô tả khoa học đầu tiên năm 1843. Meliscaeva cinctella phân bố ở miền Tân bắc

## Hình ảnh

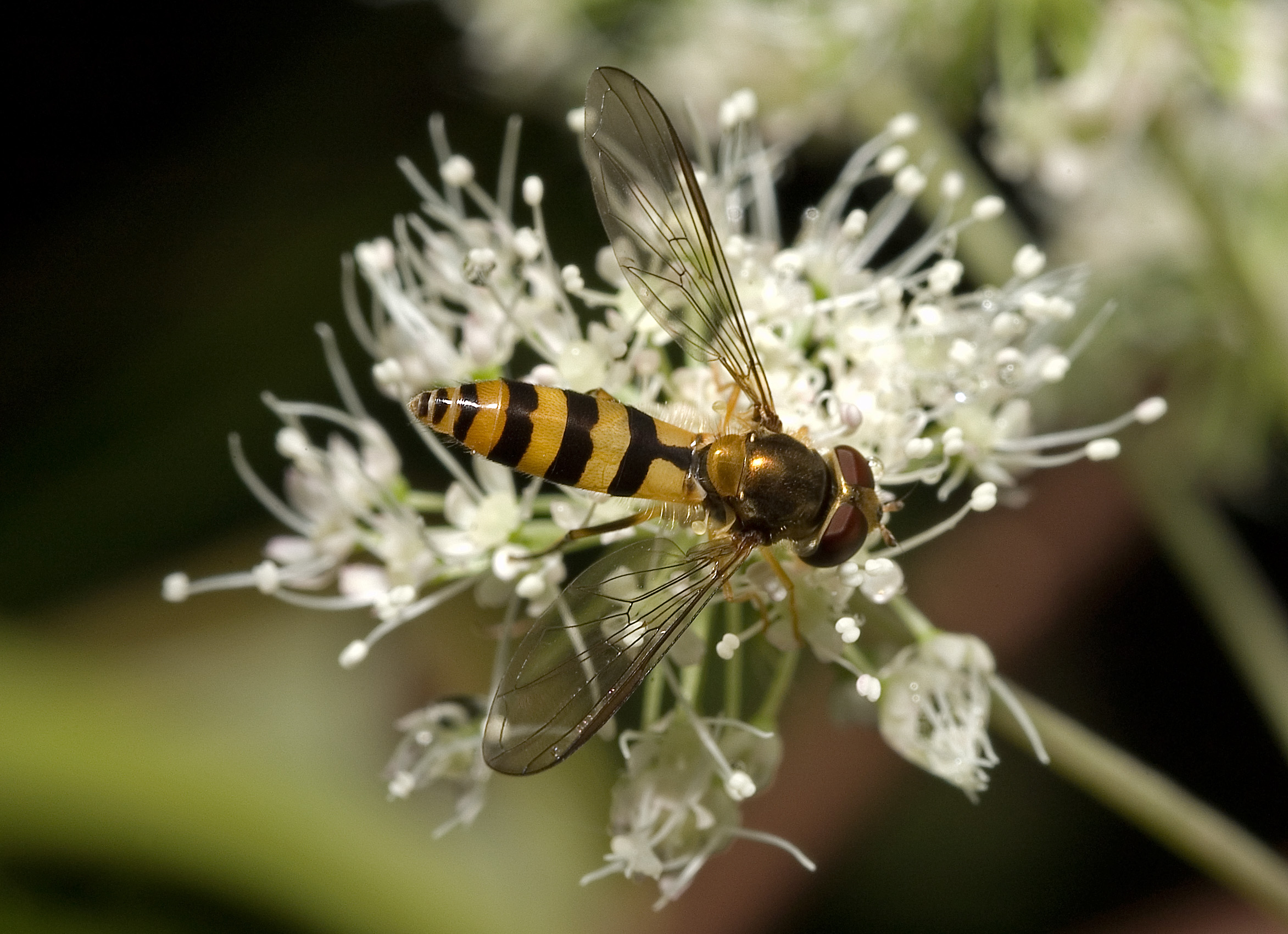
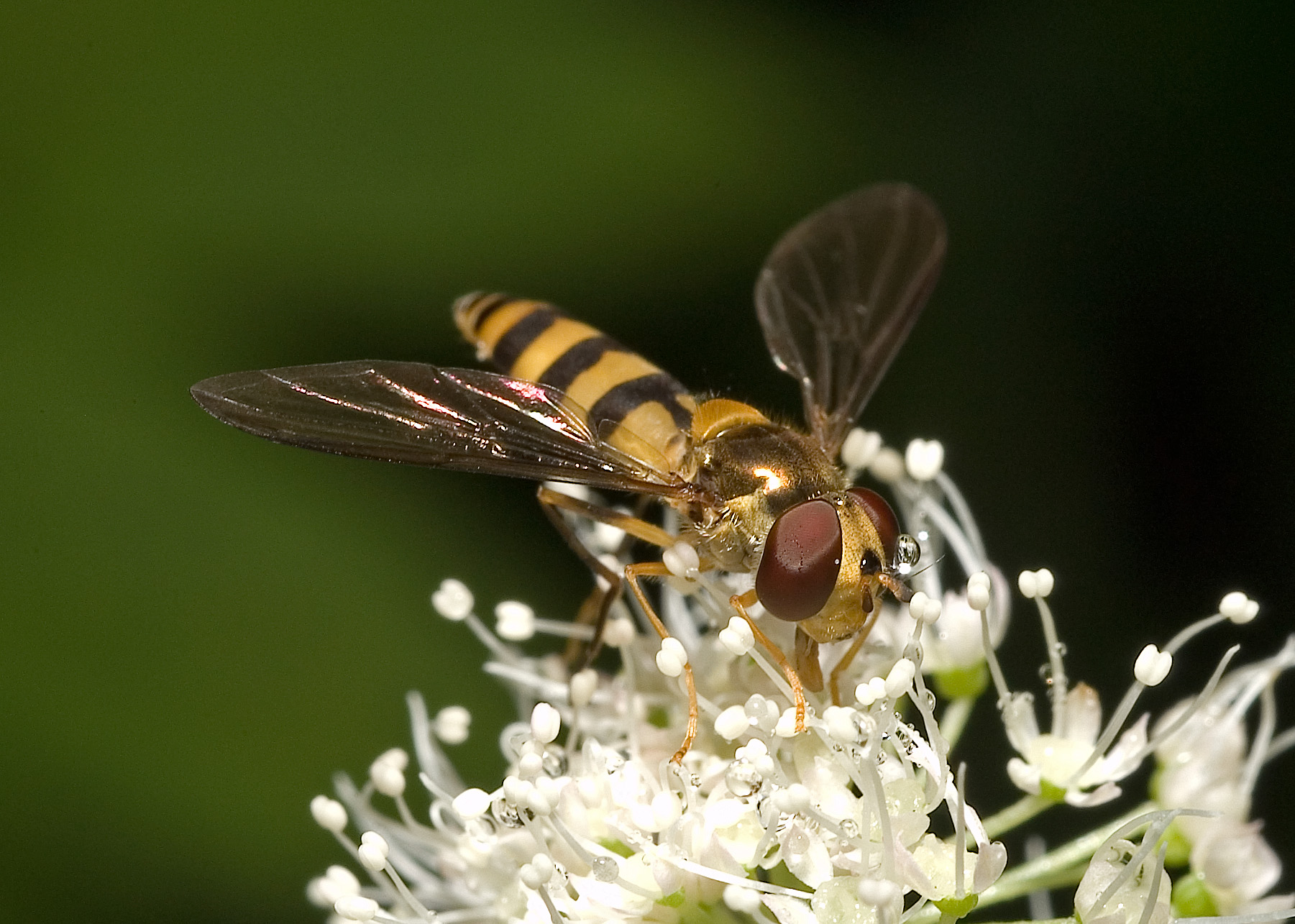